# Сељанце
Сељанце (алб. Selac) је насеље у општини Косовска Митровица, Косово и Метохија, Република Србија. Према попису становништва из 2011. године, село је имало 164 становника, укључујући и 164 Албанаца. Село је након 1999. познато као Блетаја (алб. Bletajë).

## Географија
Село је под брдима Мурсељевачкој чуки, Исљамовићкој чуки, на Преслу и под Висикучком (1358м). Међе села су: Седрава (река), Забрђска река, Главеја (1428м), Јашарова река, Остро копље, Бугарска река. Селом протичу Ломовска река и Чолин поток. Пије се вода с извора и двадесетак бунара. Познатији извори имају називе: Јосићки извор, Маљоковићки извор, Таировићки и Куртовићки извор, Дољаначка вода, Зећирова вода, Топлик. Ниже кућа су њиве и ливаде, а утрина и шума су више кућа. Делови атара се називају највише по родовима: Мурсељ, Исљам, Маљок, Куртовић, Росуље, Видарица, Дољанце, Горанце, Крналово (1447м), Растелница, Ломови, Исљамов поток, Абут и Чука. Постоји подела села на махале. Удаљеност између њих је 200—500 м. У махалама куће су наблизу, 20–50 м удаљене једна од друге. Махале се називају: Мурсељева Мала, Исљамовит, Маљокци, Таировци, па махале Видарица, Дољанце или Дољани, Горанце или Горани, Јосићи или Јосићка мала. У гробљу Горанцу копају се Морачани — Јовановићи и Стевићи, а у гробљу крај Црквишта сахрањују остали српски родови. У Растелници је Црквиште, а око Црквишта, у ливадама виде се трагови насеља. Мала црква на Црквишту је у рушевинама. Друга црквина је у Бековићкој мали. Овде је мала црква сасвим срушена. Казује се да је у Куртовићкој мали била кућа оног попа који је опслуживао ове цркве.

## Историја
Село Сељанце је записано 1774. године у Девичком катастиху. Године 1921 у Сељанцу су 75 домаћинстава са 470 чланова. Године 1948 у селу су 98 домаћинстава са 729 чланова. У Растелници је Црквиште, а око Црквишта, у ливадама виде се трагови насеља. Мала црква на Црквишту је у рушевинама. Друга црквина је у Бековићкој мали. Овде је мала црква сасвим срушена. Казује се да је у Куртовићкој мали била кућа оног попа који је опслуживао ове цркве.

## Порекло становништва
- Исајићи (данашњи Јосићи/Јовановићи и Деспотовићи) (6 кућа, Св. Петка, јесења и летња). Предак Јосије из Црепуље у Ибарском Колашину био је чифчија „на агиној земљи“. Сибин Јовановић, члан овог рода, наводи да су данашња деца девето колено од досељења. Несторовићи такође живели су у овом селу, укупно две куће (Тодосије и Милосав). У исто време кад и Јосија из Црепуље су се одселили Јакша и Ђура, рођена браћа Јосијева и настанили се у Бучи, селу на левој страни Ибра. Тамо живе њихови потомци: Миловановићи и Ђурђевићи у Добрави, засеоку Мошницама: Лазићи у Коњуви у Топлици и Вучковићи, у Мерћезу у Топлици].

Потом су се из Бајгоре на Косову доселили Албанци.
- Дедај , су од фиса Фанде, из области Мирдита y Северној Албанији. Дошли су као католици, а у новом крају су прешли на ислам (58 кућа).

После рата 1877/78, из Игришта у Горњој Топлици су дошли муслимани Албанци мухаџири Игришта:
- Дуљ (3 куће).

У исто време настањују се:
- Несторовићи (2 куће, Аранђеловдан)
- Лозанци–Симоновићи (2 куће, Ђурђиц и Ђурђевдан) из Лозна.
- Мијаиловићи (4 куће, Св. Јован Милостиви) из Борчана.

После балканских ратова 1912/13. године доселили су се:
- Стевићи (2 куће, Св. Алимпије Столпник) из Руцманца.
- Јовановић (1 кућа, Аранђеловдан) Морачанин из Борчана.[1]

## Демографија
| Година       | 1948 | 1953 | 1961 | 1971 | 1981 | 1991 | 2011 |
| ------------ | ---- | ---- | ---- | ---- | ---- | ---- | ---- |
| Становништво | 729  | 807  | 823  | 811  | 554  | 648  | 164  |

|  |

## Етнички састав
| Етнички састав према попису из 1961.‍ | Етнички састав према попису из 1961.‍ | Етнички састав према попису из 1961.‍ | Етнички састав према попису из 1961.‍ | Етнички састав према попису из 1961.‍ |
| ------------------------------------ | ------------------------------------ | ------------------------------------ | ------------------------------------ | ------------------------------------ |
|                                      |                                      |                                      |                                      |                                      |
| Албанци                              | Албанци                              |                                      | 610                                  | 74,12%                               |
| Срби                                 | Срби                                 |                                      | 210                                  | 25,52%                               |
| остали                               | остали                               |                                      | 2                                    | 0,24%                                |
| Укупно: 823                          |                                      |                                      |                                      |                                      |

| Етнички састав према попису из 1971.‍ | Етнички састав према попису из 1971.‍ | Етнички састав према попису из 1971.‍ | Етнички састав према попису из 1971.‍ | Етнички састав према попису из 1971.‍ |
| ------------------------------------ | ------------------------------------ | ------------------------------------ | ------------------------------------ | ------------------------------------ |
|                                      |                                      |                                      |                                      |                                      |
| Албанци                              | Албанци                              |                                      | 631                                  | 77,81%                               |
| Срби                                 | Срби                                 |                                      | 176                                  | 21,70%                               |
| Црногорци                            | Црногорци                            |                                      | 4                                    | 0,49%                                |
| Укупно: 811                          |                                      |                                      |                                      |                                      |

| Етнички састав према попису из 1981.‍ | Етнички састав према попису из 1981.‍ | Етнички састав према попису из 1981.‍ | Етнички састав према попису из 1981.‍ | Етнички састав према попису из 1981.‍ |
| ------------------------------------ | ------------------------------------ | ------------------------------------ | ------------------------------------ | ------------------------------------ |
|                                      |                                      |                                      |                                      |                                      |
| Албанци                              | Албанци                              |                                      | 518                                  | 93,50%                               |
| Срби                                 | Срби                                 |                                      | 36                                   | 6,50%                                |
| Укупно: 409                          |                                      |                                      |                                      |                                      |

| Етнички састав према попису из 2011.‍ | Етнички састав према попису из 2011.‍ | Етнички састав према попису из 2011.‍ | Етнички састав према попису из 2011.‍ | Етнички састав према попису из 2011.‍ |
| ------------------------------------ | ------------------------------------ | ------------------------------------ | ------------------------------------ | ------------------------------------ |
|                                      |                                      |                                      |                                      |                                      |
| Албанци                              | Албанци                              |                                      | 164                                  | 100%                                 |
| Укупно: 164                          |                                      |                                      |                                      |                                      |